# Grant Show
Grant Alan Show (ur. 27 lutego 1962 w Detroit) – amerykański aktor telewizyjny.

## Życiorys

### Wczesne lata
Urodził się w Detroit w Michigan jako młodsze dziecko oficera policji i mechanika Eda Show i analityka komputerowego Kathleen. Dorastał wraz ze starszą siostrą Kelly w Santa Cruz i San Jose w stanie Kalifornia. W szkole średniej Samuel Ayer High School w San José występował w przedstawieniach – Williama Szekspira Romeo i Julia i Neila Simona Boso w parku (Barefoot in the Park). Studiował sztuki teatralne na Uniwersytecie Kalifornijskim w Los Angeles. Przez rok poznawał tajniki aktorstwa w London Academy of Music and Dramatic Art w Londynie.

### Kariera
Debiutował na małym ekranie rolą oficera Ricka Hyde’a w operze mydlanej ABC Ryan’s Hope (1984-87), za którą w 1987 był nominowany do nagrody Emmy i w 1986 otrzymał nominację do nagrody Soap Opera Digest. W 1985 roku wystąpił po raz pierwszy na scenie Broadwayu w sztuce Chłopaki zimy (The Boys of Winter). Pojawił się w sitcomie ABC Statek miłości (The Love Boat, 1986) w roli młodego kochanka, telewizyjnej adaptacji powieści Jackie Collins NBC Uśmiechy losu (Lucky/Chances, 1990) z Nicollette Sheridan, Sandrą Bullock i Stephanie Beacham oraz operze mydlanej dla młodzieży Spelling Television Beverly Hills, 90210 (1992) jako Jake Hanson, tajemniczy motocyklista, poniekąd starszy chłopak Kelli (Jennie Garth). Rolę Jake’a Hansona zagrał także w dwóch operach mydlanych FOX: Agencja modelek (Models Inc., 1994) i Melrose Place (1992–1997) z Heather Locklear i Courtney Thorne-Smith.
W 1999 powrócił na scenę broadwayowską w roli lekarza w sztuce Dowcip (Wit) oraz 2001 zagrał postać Jima, gościa dżentelmena w sztuce Tennessee Williamsa Szklana menażeria na scenie Alley Theatre. Wystąpił w serialu FOX Miasteczko Point Pleasant (Point Pleasant, 2005−2006) z Richardem Burgi i Diną Meyer. W serialu ABC Prywatna praktyka (Private Practice, 2008–2011) grał postać Archera Montgomery, brata słynnej pani doktor Addison Montgomery.

## Życie prywatne
Spotykał się z Yasmine Bleeth (1984–1987), Judie Aronson (1984–1985) i Laurą Leighton (1993–1996). 17 lipca 2004 ożenił się z modelką Pollyanną McIntosh (ur. 1979). Jednak w roku 2011 doszło do rozwodu. W 2012 lipcu związał się z aktorką Katherine LaNasą, którą poślubił 18 sierpnia 2012. Mają córkę Eloise McCue (ur. 25 marca 2014).

## Filmografia

### Filmy fabularne
- 1989: Wspaniałe chwile (When We Were Young, TV) jako Michael Stefanos
- 1992: Coopersmith (TV) jako C.D. Coopersmith
- 1992: Treacherous Crossing (TV) jako Chief Stevens
- 1992: Kobieta, mężczyzna i jej materac (A Woman, Her Men, and Her Futon) jako Randy
- 1994: Teksas (Texas, TV) jako Travis
- 1995: Miłość i honor (Between Love & Honor, TV) jako Steve Allie Collura
- 1996: Pretty Poison (TV) jako Dennis Pitt
- 1997: Nie ma jak mama (Mother Knows Best, TV) jako Ted Rogers
- 1997: Cena współczucia (The Price of Heaven, TV) jako Jerry Shand
- 1998: Lodowe piekło (Ice, TV) jako Robert Drake
- 1999: The Alchemists (TV) jako Connor Molloy
- 2003: Encrypt (TV) jako Garth
- 2003: Samotna matka i seks (Sex & the Single Mom, TV) jako Alex Lofton
- 2004: Homeland Security (TV) jako Bradley Brand
- 2004: Marmalade jako Aiden
- 2005: Samotna matka i seks (Mom More Sex & the Single Mom, TV) jako Alex Lofton
- 2007: Dziewczyna z sąsiedztwa (The Girl Next Door) jako pan Moran
- 2009: Natalee Holloway (TV) jako Jug Twitty
- 2009: All Ages Night jako Jeff Markham
- 2011: Sprawiedliwość dla Natalee Holloway (Justice for Natalee Holloway, TV) jako Jug Twitty
- 2012: Kronika opętania (The Possession) jako Brett
- 2014: Urodzony zwycięzca 2 (Born to Race: Fast Track, wideo) jako Jimmy Kendall

### Seriale TV
- 1984-87: Ryan’s Hope jako Rick Hyde
- 1985: ABC Afterschool Specials – odc. Cindy Eller: A Modern Fairy Tale jako Gregory Prince III
- 1986: Statek miłości (The Love Boat) jako Christopher Stuart
- 1989-90: Zawód policjant (True Blue) jako oficer Casey Pierce
- 1990: Uśmiechy losu (Lucky/Chances) jako Marco
- 1992: Beverly Hills, 90210 jako Jake Hanson
- 1992-97: Melrose Place jako Jake Hanson
- 1994: Prawo Burke’a (Burke’s Law) jako Dash Thornton
- 1995: Saturday Night Live jako Jake Hanson
- 2000: Nie ma sprawy (Ed) jako Troy McCallum
- 2005–2006: Miasteczko Point Pleasant (Point Pleasant) jako Lucas Boyd
- 2007: Intrygi i kłamstwa (Dirt) jako Jack Dawson
- 2008–2011: Prywatna praktyka (Private Practice) jako dr Archer Forbes Montgomery
- 2009: Chirurdzy (Grey’s Anatomy) jako dr Archer Forbes Montgomery
- 2009–2010: Przypadek zgodny z planem jako James
- 2011: CSI: Kryminalne zagadki Las Vegas jako agent Viggo McQuaid
- 2011: Trzy na jednego (Big Love) jako Goji Guru
- 2011: Tożsamość szpiega (Burn Notice) jako Max
- 2012: CSI: Kryminalne zagadki Las Vegas jako agent Viggo McQuaid
- 2013–2016: Pokojówki z Beverly Hills jako Spence Westmore
- 2015: Zabójcze umysły (Criminal Minds) jako Colton Grant
- 2016: Rodzina Warrenów (The Family) jako gubernator Charlie Lang
- 2017-2022: Dynastia (Dynasty) jako Blake Carrington